# Engelbrechtsche Wildnis
Engelbrechtsche Wildnis est une commune allemande de l'arrondissement de Steinburg, Land de Schleswig-Holstein.

## Géographie
Engelbrechtsche Wildnis est voisine à l'est de Glückstadt. Elle est traversée par le Schwarzwasser et le Herzhorner Rhin.
Engelbrechtsche Wildnis n'a pas de centre-ville, elle est la réunion de villages : Am Herzhorner Rhin, Grillchaussee, Herrendeich, Obendeich.

## Histoire
La fondation de la commune commence par l'endiguement de la Herzhorner Wildnis en 1615. Son territoire appartient aux comtes de Schauenburg de 1350 à 1640 puis aux rois danois de 1641 à 1671 et de 1697 à 1704 puis d'autres nobles. Le dernier propriétaire est Johannes Engelbrecht de 1861 à 1867. Il achète la Wildnis par un accord en date du 15 juin 1860 pour 440 000 Rigsbankdalers et reprend les charges pour 216 800 de plus.
En 1889, la règle de la propriété est abolie par l'État prussien. La commune devient une municipalité indépendante, qui se gère elle-même.
Le 1er janvier 1974, une partie d'Engelbrechtsche Wildnis comprenant 200 habitants est cédée à Glückstadt.

## Source, notes et références
- (de) Cet article est partiellement ou en totalité issu de l’article de Wikipédia en allemand intitulé « Engelbrechtsche Wildnis » (voir la liste des auteurs).